# شمشیر عربی

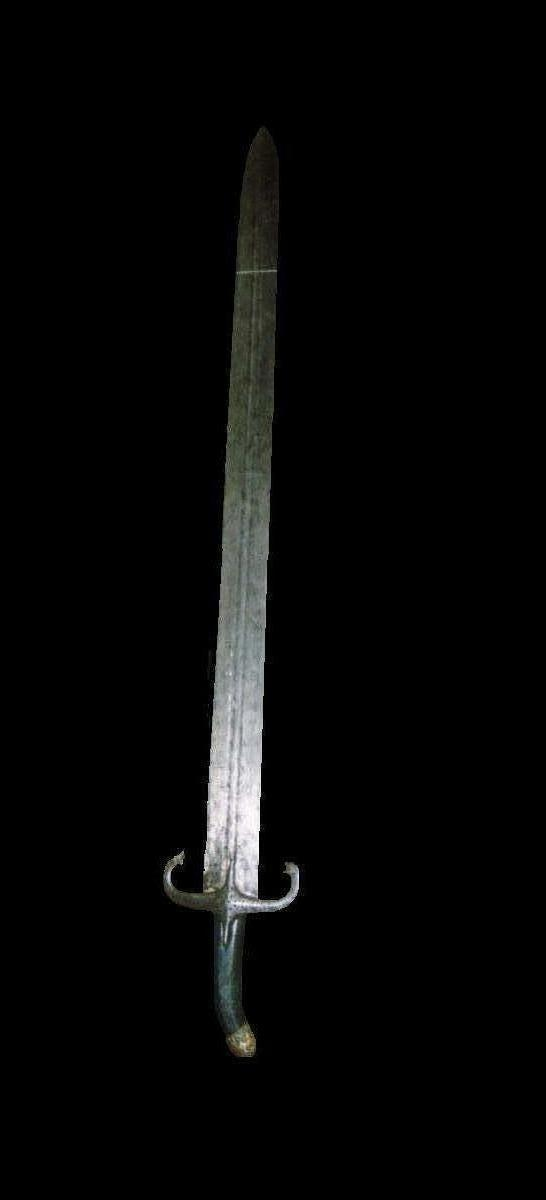
شمشیر خلیفه عمر در موزه توپکاپی، استانبول، ترکیه

شمشیر عربی (عربی: سیف عربی‎) از دوران قبل از قرن هفتم در عربستان سرچشمه گرفته است. جز آنچه الکندی در رساله قرن نهم خود در مورد شمشیر نوشته است، اطلاعات زیادی در مورد این سلاح خاص در دست نیست.

## توصیف
شمشیر اصلی عربی به دلیل صاف، کوتاه و شبیه به شمشیرهای رومیان، متمایز بود. اعراب بر خلاف ساسانیان شمشیر را بر دوش و پشت حمل می‌کردند.
رحمان زکی در مقاله «مقدمه ای بر مطالعه اسلحه و زره اسلامی» می‌گوید که «سیف [یک] شمشیر عربی است، [با] تیغه‌ای نسبتاً پهن و گاه با قلابی خاص. اندازه آن بسیار متفاوت است. در بیشتر کشورهایی که اعراب در آن زندگی می‌کرده‌اند، یافت می‌شود، و هر کدام از واژه‌های مزمن عرب برای ذکر انواع خاص خود استفاده می‌کنند. سیف أنیث که از آهن ساخته شده بود و سیف فولاذ که از آهن و فولاد ساخته شده بود».

## تاریخچه

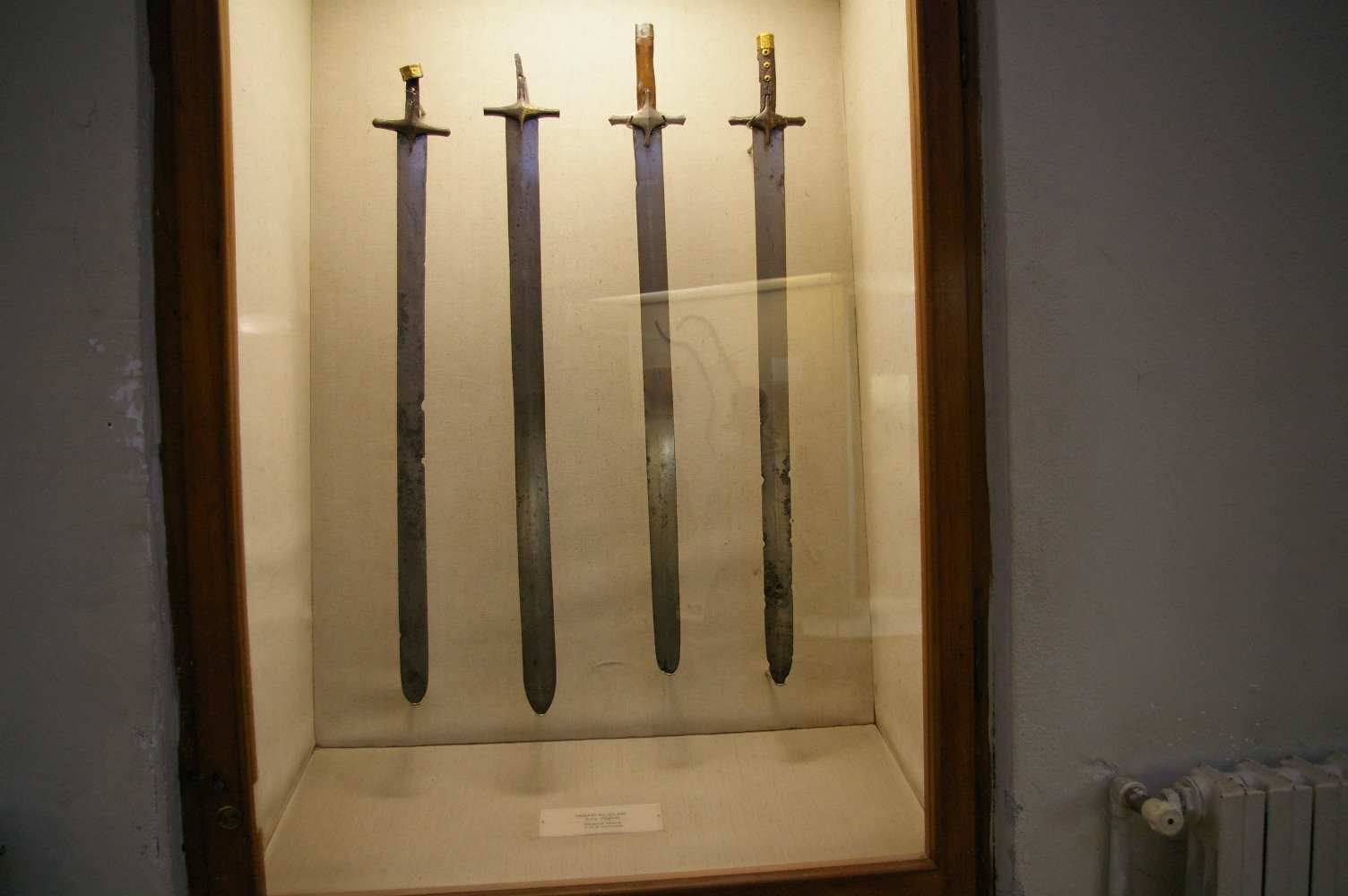
شمشیر دوره خلافت عباسی

تولید شمشیر عربی دارای چهار دوره متمایز است: پیش از اسلام (شمشیرهای باستانی قبل از قرن هفتم)، اوایل اسلامی (شمشیرهای قدیمی قرن هفتم تا هشتم)، عصر طلایی اسلامی (شمشیرهای قرن نهم تا اوایل قرن سیزدهم) و دوره رهاسازی (شمشیرهای اواخر قرن ششم تا پایان قرن ششم). بیشتر اطلاعات در مورد شمشیرهای عرب از ادبیات به دست آمده است.

### پیش از اسلام
قبل از ظهور اسلام در دهه ۶۳۰، جوامع مستقر در شبه جزیره عربستان به تمدن‌های متمایز تبدیل شدند و به شواهد باستان‌شناسی محدود شدند. گزارش‌های نوشته شده در خارج از عربستان و روایات شفاهی عرب بعدها توسط دانشمندان اسلامی ثبت شد. از برجسته‌ترین تمدن‌ها می‌توان به دیلمون اشاره کرد که در اواخر هزاره چهارم قبل از میلاد به وجود آمد و تا حدود ۶۰۰ سال بعد از میلاد ادامه یافت و ثمود که در حدود ۳۰۰۰ سال قبل از میلاد به وجود آمد. و تا حدود ۳۰۰ بعد از میلاد ادامه داشت. علاوه بر این، از آغاز هزاره اول پیش از میلاد، جنوب عربستان خانه پادشاهی‌های متعددی مانند صابئیان بود و نواحی ساحلی عربستان شرقی از ۳۰۰ قبل از میلاد تحت کنترل اشکانیان و ساسانیان ایرانی بود؛ بنابراین، اعراب شبه جزیره، نظام محلی جنگی خود را داشتند که شامل ارتش‌های بزرگ نبود، بلکه نبردها و زد و خوردهای کوچک میان قبایل بود. برخی از کاوش‌ها نشان داده است که واحدهای ارتش نبطی از اسب و شتر تشکیل شده بود. یکی از سلاح‌های اصلی، شمشیر کوتاه بود که شبیه به توصیف شمشیر اصلی عربی است.

### اوایل اسلامی
ابن اسحاق که شرح حال محمد پیامبر اسلام را در سیرت رسول‌الله، نقل می‌کند در زمان پیامبر اسلام، قبیله یهودی موسوم به بنی‌قینقاع به عنوان سازندگان اسلحه یا دارای ذخایر بزرگ اسلحه در مدینه شناخته می‌شد. ممکن است برخی از سلاح‌های آن‌ها در آنجا تولید شده باشد.

### تولید
الکندی هفت مکان را فهرست می‌کند که شمشیرهای عرب در آن جا ساخته می‌شد: یمن، خراسان، دمشق، مصر، روم (بیزانس)، سریلانکا و قلعه (احتمالاً کداح).

### عصر طلایی اسلامی
در سال‌های عصر طلایی اسلامی، شمشیرهای خمیده و شمشیرهای دولبه در خاورمیانه با هم استفاده می‌شد.

### رها شدن
در سالهای بعدی شمشیر عربی، از هفت مکان فهرست شده توسط الکندی که در آن تولید می‌شد، چهار مکان تا نیمه پایانی قرن سیزدهم باقی ماند. با ویران شدن خراسان و دمشق توسط مغولان و تسخیر بیزانس توسط صلیبیون در جنگ صلیبی چهارم، شمشیر عربی به شدت افول کرد. پایان نهایی آن در قرن شانزدهم بود، زمانی که عثمانی‌ها مصر را در سال ۱۵۱۷ و یمن را در سال‌های ۱۵۵۲–۱۵۶۰ با شمشیرهای شرقی مانند قلیچ تصرف کردند، پایان شمشیر عربی را رقم زدند. نه مغول‌ها، نه صلیبی‌ها و نه عثمانی‌ها علاقه‌ای به شمشیر عربی نشان ندادند. این گروه‌ها سنت‌های خاص خود را داشتند که پس از آن جایگزین شدند. در دو مکان آخر، سریلانکا و کداح، شمشیرهای عربی تحت تأثیر سنت‌های همسایه به آرامی توسعه یافتند و سپس به‌طور کلی تولید نشدند.

## کتابشناسی
- Alexander, David (2001). "Swords and Sabers during the Early Islamic Period". Gladius. XXI.
- Cobb, Paul M. (2008). The Book of Contemplation: Islam and the Crusades (Penguin Classics). Penguin Classics. ISBN 0-14-045513-2.
- Hitti, Phillip K. (2000). An Arab-Syrian Gentleman and Warrior in the Period of the Crusades. Columbia University Press. ISBN 0-231-12125-3.
- Hoyland, Robert G. (2006). Medieval Islamic Swords and Swordmaking. Gibb Memorial Trust. ISBN 0-906094-52-6.
- Nicolle, David (1994). Saracen Faris AD 1050-1250. Oxford: Osprey Publishing. ISBN 978-1-85532-453-4.
- Scanlon, George T. (1961). A Muslim Manual of War. Cairo: American University in Cairo Press. ISBN 978-1-61797-111-2.
- Zaky, A. Rahman (1965). A Preliminary Bibliography of Medieval Arabic Military Literature. Gladius IV. http://gladius.revistas.csic.es/index.php/gladius/article/viewFile/191/193
- Zaky, A. Rahman (1961). Introduction to the Study of Islamic Swords and Armour. Gladius I. http://gladius.revistas.csic.es/index.php/gladius/article/viewFile/211/213